# Henry Wittenberg
Henry Wittenberg (Nueva Jersey, Estados Unidos, 18 de septiembre de 1918-9 de marzo de 2010) fue un deportista estadounidense especialista en lucha libre olímpica donde llegó a ser campeón olímpico en Londres 1948.

## Carrera deportiva
En los Juegos Olímpicos de 1948 celebrados en Londres ganó la medalla de oro en lucha libre olímpica estilo peso ligero-pesado, por delante del suizo Fritz Stöckli (plata) y del sueco Bengt Fahlqvist (bronce). Cuatro años después, en las Olimpiadas de Helsinki 1952 ganó la medalla de plata en la misma categoría.